# Дільниче
Дільниче — селище в Україні, у Новоодеській міській громаді Миколаївського району Миколаївської області. Населення становить 623 особи.

## Географія
На західній околиці села бере початок Балка Ниршина.

## Населення
Згідно з переписом УРСР 1989 року чисельність наявного населення селища становила 560 осіб, з яких 264 чоловіки та 296 жінок.
За переписом населення України 2001 року в селищі мешкало 617 осіб.

### Мова
Розподіл населення за рідною мовою за даними перепису 2001 року:
| Мова       | Відсоток |
| ---------- | -------- |
| українська | 95,18 %  |
| російська  | 3,53 %   |
| молдовська | 0,80 %   |
| білоруська | 0,16 %   |
| вірменська | 0,16 %   |